# (300004) 2006 UC40
(300004) 2006 UC40 es un asteroide perteneciente al cinturón de asteroides, descubierto el 16 de octubre de 2006 por el equipo del Spacewatch desde el Observatorio Nacional de Kitt Peak, Arizona, Estados Unidos.

## Designación y nombre
Designado provisionalmente como 2006 UC40.

## Características orbitales
2006 UC40 está situado a una distancia media del Sol de 2,981 ua, pudiendo alejarse hasta 3,661 ua y acercarse hasta 2,300 ua. Su excentricidad es 0,228 y la inclinación orbital 2,183 grados. Emplea 1880,16 días en completar una órbita alrededor del Sol.

## Características físicas
La magnitud absoluta de 2006 UC40 es 16,6.